# SAAB 29 Tunnan
SAAB 29 Tunnan („Бъчвата“), е модел изтребители, разработен от шведската компания SAAB през 50-те години на 20 век. Това е вторият шведски реактивен боен самолет (след SAAB 21R). Въпреки тромавия си външен вид, самолетът е бърз и пъргав и се използва ефективно през 70-те години.